# Frisco Bowl 2017
Match précédent Match suivant
Le Frisco Bowl 2017 est un match de football américain de niveau universitaire joué après la saison régulière de 2017, le 20 décembre 2017 au Toyota Stadium de Frisco dans l'état du Texas aux États-Unis.
Il s'agit de la toute 1re édition du Frisco Bowl. Il succède au défunt Miami Beach Bowl
Le match met en présence les équipes des Bulldogs de Louisiana Tech issus de la Conference USA et des Mustangs de SMU issus de l'American Athletic Conference.
Il débute à 19 heures locales et est retransmis en télévision sur ESPN.
Sponsorisé par la société DXL (en) (détaillant de vêtements grandes tailles), le match est officiellement dénommé le DXL Frisco Bowl.
Les Bulldogs battent les Mustangs par le score de 51 à 10.

## Présentation du match
Il s'agit de la 5e rencontre entre ces deux équipes.
Louisiane mène les statistiques avec 3 victoires (une seule pour SMU).
Ces deux équipes ont joué de 2001 à 2004 dans la Western Athletic Conference.
SMU a alors rejoint la Conference USA jusqu'en fin de saison 2012.
Pour la saison 2013, SMU intègre la American Athletic Conference tandis que Louisiana Tech la remplace au sein de la Conference USA.
| Équipes                        | Conférences | Entraîneurs      | Stats. saison rég. | Classements avant le bowl (CFP/AP/Coaches) |
| Bulldogs de Louisiana Tech     | C-USA       | Skip Holtz (en)  | 6 - 6              | NC                                         |
| Mustangs de SMU                | AAC         | Sonny Dykes (en) | 7 - 5              | NC                                         |
| Arbitre : Ted Pitts (Sun Belt) |             |                  |                    |                                            |

### Bulldogs de Louisiana Tech
Avec un bilan global en saison régulière de 6 victoires pour 6 défaites, Louisiana Tech est éligible et accepte l'invitation pour participer au Frisco Bowl de 2017.
Ils terminent 4e de la West Division de la C-USA derrière North Texas, UAB et Southern Miss, avec un bilan en division de 4 victoires pour 4 défaites.
À l'issue de la saison 2017, ils n'apparaissent pas dans les classements CFP , AP et Coaches.
Il s'agit de leur 1er apparition au Fricso Bowl et le 16e bowl de leur histoire.

### Mustangs de SMU
Avec un bilan global en saison régulière de 7 victoires pour 5 défaites, Louisiana Tech est éligible et accepte l'invitation pour participer au Frisco Bowl de 2017.
Ils terminent 3e de la West Division de la AAC derrière Memphis et Houston, avec un bilan en division de 4 victoires pour 4 défaites.
À l'issue de la saison 2017, ils n'apparaissent pas dans les classements CFP , AP et Coaches.
Il s'agit de leur 1er apparition au Fricso Bowl et le 16e bowl de leur histoire.
Il s'agit du 16e bowl de l'histoire de l'équipe.

## Résumé du match
Début du match à 19 h 5, fin à 22 h 31 pour une durée totale de jeu de 3 heures et 36 minutes.
Températures de 13 °C, vent faible de SSE de 11 km/h, temps clair et sec.
| QT          | Temps       | Drive       | Drive       | Drive       | Équipe      | Description de l'action | Score | Score |
| QT          | Temps       | Jeux        | Yards       | TDP         | Équipe      | Description de l'action | LTU   | SMU   |
| 1           | 07:43       | 9           | 30          | 03:24       | LTU         | TD à la suite d'une course de 1 yard par QB Smith, J'Mar + 1 point de conversion par K Barnes, Jonathan                                     | 7     | 0     |
| 1           | 06:50       | -           | -           | -           | LTU         | TD à la suite d'une interception retournée sur 45 yards par CB Robertson, Amik + 1 point de conversion par K Barnes, Jonathan               | 14    | 0     |
| 1           | 03:04       | 9           | 47          | 03:36       | SMU         | FG de 25 yards par K Williams, Josh | 14    | 3     |
| 1           | 00:45       | 4           | 26          | 02:07       | LTU         | TD de 6 yards par WR Veal, Teddy à la suite d'une réception d'une passe de QB Smith, J'Mar + 1 point de conversion par K Barnes, Jonathan   | 21    | 3     |
| 2           | 11:31       | -           | -           | -           | LTU         | TD à la suite d'une interception retournée sur 23 yards par S Lewis, Darryl + 1 point de conversion par K Barnes, Jonathan                  | 28    | 3     |
| 2           | 05:12       | 5           | 82          | 02:26       | LTU         | TD de 27 yards par WR Veal, Teddy à la suite d'une réception d'une passe de QB Smith, J'Mar + 1 point de conversion par K Barnes, Jonathan  | 35    | 3     |
| 2           | 01:33       | 6           | 30          | 03:05       | LTU         | TD de 11 yards par WR McKnight, K. à la suite d'une réception d'une passe de QB Smith, J'Mar + 1 point de conversion par K Barnes, Jonathan | 42    | 3     |
| 2           | 00:15       | 9           | 78          | 01:13       | SMU         | TD de 9 yards par WR Quinn, Trey à la suite d'une réception d'une passe de QB Hicks, Ben + 1 point de conversion par K Williams, Josh       | 42    | 10    |
| 3           | 10:33       | 9           | 65          | 04:22       | LTU         | FG de 28 yards par K Barnes, Jonathan | 45    | 10    |
| 3           | 03:53       | 11          | 41          | 05:01       | LTU         | FG de 43 yards par K Barnes, Jonathan | 48    | 10    |
| 4           | 08:47       | 5           | 37          | 01:53       | LTU         | FG de 41 yards par K Barnes, Jonathan | 51    | 10    |
| Score final | Score final | Score final | Score final | Score final | Score final | Score final | 51    | 10    |

## Statistiques
| Meilleur joueur (MVP) |                |                |       |
| Système               | Nom            | Équipe         | Poste |
| Attaque               | J'Mar Smith    | Louisiana Tech | QB    |
| Défense               | Amik Robertson | Louisiana Tech | CB    |

| Statistiques par équipe                |                                                              |                                                             |
| Statistiques                           | LTU                                                          | SMU                                                         |
| 1er down                               | 18                                                           | 20                                                          |
| 1er down à la course                   | 7                                                            | 14                                                          |
| 1er down à la passe                    | 8                                                            | 6                                                           |
| 1er down suite pénalité                | 3                                                            | 0                                                           |
| Conversion de 3e down                  | 6/16                                                         | 5/15                                                        |
| Conversion de 4e down                  | 1/2                                                          | 0/0                                                         |
| Jeux–yards gagnés                      | 65 jeux pour 357 yards gagnés                                | 75 jeux pour 294 yards gagnés                               |
| Yards à la course Moy. Yards/course    | 38 courses pour 141 yards gagnés moyenne de 3,7 yards/course | 41 courses pour 167 yard gagnés moyenne de 4,1 yards/course |
| Yards à la passe                       | 216                                                          | 127                                                         |
| Passes : Réussies-Tentées-Interceptées | 16/27 passes complétées, 0 interception                      | 19/34 passes complétées, 3 interceptions                    |
| Réussite en zone rouge/chances         | 5/6                                                          | 2/3                                                         |
| TD                                     | 6                                                            | 1                                                           |
| Field Goals                            | 3/4                                                          | 1/1                                                         |
| Sacks (Nombre-Yards)                   | 4 pour 35 yards adverses perdus                              | 1 pour 4 yards adverse perdus                               |
| Fumbles (Nombre/Perdus)                | 0/0                                                          | 6/3                                                         |
| Pénalités (Nombre/Yards perdus)        | 5 pour 50 yards perdus                                       | 5 pour 35 yards perdus                                      |
| Temps de possession                    | 30:21                                                        | 29:39                                                       |

| Statistiques individuelles |               |                                                                          |
| Quaterbacks                |               |                                                                          |
| LTU                        | SMITH, J'Mar  | 15/23 passes complétées, 0 interception, 216 hyards, 3 TDs, 1 sack subi  |
| SMU                        | HICKS, Ben    | 19/34 passes complétées, 3 interceptions, 1 TD, 4 sacks subis            |
| Meilleurs coureurs         |               |                                                                          |
| LTU                        | SCOTT, Boston | 20 courses pour 110 yards nets gagnés, 0 TD, moyenne de 5,5 yards/course |
| SMU                        | JONES, Xavier | 12 courses pour 56 yards nets gagnés, 0 TD, moyenne de 4,7 yards/course  |
| Meilleurs receveurs        |               |                                                                          |
| LTU                        | VEAL, Teddy   | 5 réceptions pour 118 yards, 2 TDs                                       |
| SMU                        | QUINN, Trey   | 8 réceptions pour 45 yards, 1 TD                                         |
| Meilleurs tackleurs        |               |                                                                          |
| LTU                        | COOPER, S.    | 5 tacles en solo, 1 interception retournée sur 31 yards                  |
| SMU                        | ONU, Mikial   | 12 tacles en solo                                                        |